# Hanna Ralph
Pour les articles homonymes, voir Ralph.
Johanna Antonia Adelheid Günther, connue sous le nom de scène Hanna Ralph, née le 25 septembre 1888 à Bad Kissingen, Empire allemand et morte le 25 mars 1978 à Berlin, Allemagne de l'Ouest, est une actrice allemande.

## Biographie
Hanna Ralph commence sa carrière en 1913 au Schauspiel Frankfurt. En 1914 et 1915, elle travaille au Théâtre d'État de Mayence avant de partir en 1916 au Stadttheater Hamburg. En 1917, elle joue sur plusieurs scènes berlinoises.
Hanna Ralph tourne dans plusieurs films allemands des années 1920 tels que Algol d'Hans Werckmeister, Les Nibelungen de Fritz Lang ou Faust, une légende allemande de Friedrich Wilhelm Murnau.
Après 1929 et l'avènement du parlant, Hanna Ralph n'apparait qu'épisodiquement au cinéma, se concentrant sur le théâtre : elle joue au Kammerspiele de Munich et au Deutsches Theater.
Hanna Ralph fut mariée à l'acteur Emil Jannings et au réalisateur Fritz Wendhausen.

## Filmographie partielle
- 1918 : Ferdinand Lassalle de Rudolf Meinert
- 1918 - 1919 : Keimendes Leben de Georg Jacoby
- 1919 : Der Mann der Tat de Victor Janson
- 1919 : Opium de Robert Reinert
- 1920 : Algol de Hans Werckmeister
- 1920 : Das große Licht de Hanna Henning
- 1920 : Les Frères Karamazov (Die Brüder Karamasoff) de Carl Froelich et Dimitri Buchowetzki
- 1921 : Der Stier von Olivera d'Erich Schönfelder
- 1924 : Hélène de Troie de Manfred Noa
- 1924 : Les Nibelungen de Fritz Lang
- 1926 : Faust, une légende allemande de Friedrich Wilhelm Murnau
- 1929 : La Fin de Napoléon à Sainte-Hélène ou Sainte-Hélène (Napoleon auf St. Helena) de Lupu Pick